# Denny Hamlin

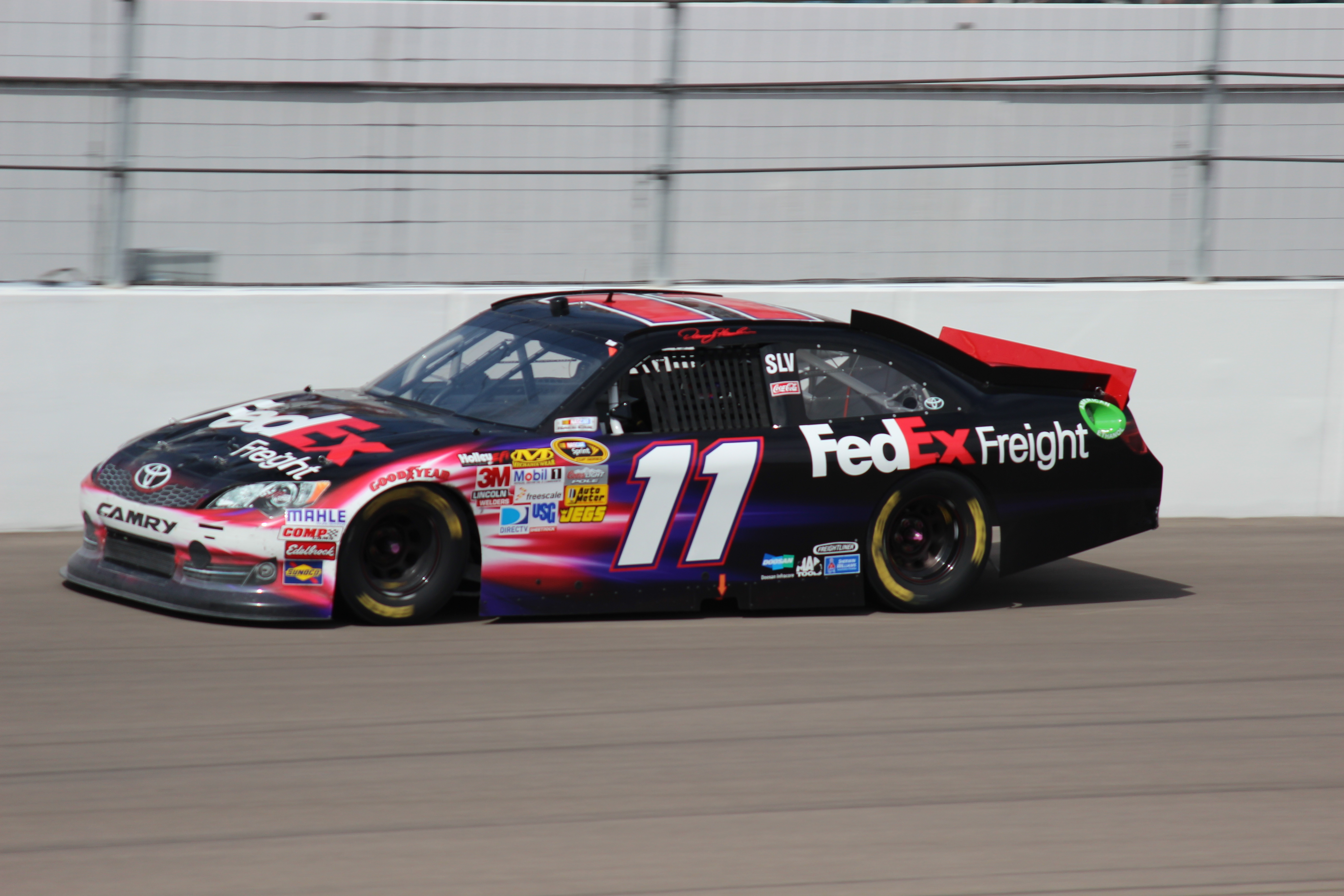
Carro de Denny Hamlin na NASCAR em 2012.

James Dennis Alan "Denny" Hamlin, Jr. (nasceu em 18 de Novembro de 1980) é um piloto norte-americano de Stock Cars Americano (NASCAR). Ele pilota o carro Nº 11 Toyota Camry da Joe Gibbs Racing na NASCAR Sprint Cup Series.Nasceu em Tampa (Flórida) porém viveu sua infância em Chesterfield (Virgínia).Em 2004, Hamlin assinou um contrato com a Joe Gibbs Racing, e correu algumas corridas pela equipe na NASCAR Camping World Truck Series.Em 2005 foi para a  Nationwide Series pela mesma equipe, e com os bons resultados conseguiu vaga na equipe na principal categoria: Sprint Cup Series.